# Gnaeus Domitius Corbulo (Eques)
Gnaeus Domitius Corbulo war ein im 2. Jahrhundert n. Chr. lebender Angehöriger des römischen Ritterstandes (Eques).
Durch ein Militärdiplom ist belegt, dass Corbulo um 151/154 Kommandeur der Ala Antiana Gallorum Thracum war, die zu diesem Zeitpunkt in der Provinz Syria Palaestina stationiert war.